# X0-systemet
X0-systemet bestämmer kön hos vissa organismer. Hos individer av arter från dessa grupper har honorna två X-kromosomer, medan hannarna en X-kromosom. Av hannarnas sädesceller innehåller alltså omkring hälften ingen X-kromosom och den andre hälften, i likhet med samtliga obefruktade äggceller, innehåller X-kromosomen.